# Porte Bazée
La porte Bazée est un monument romain de Reims, du IIIe siècle. Elle tient son nom de la proximité de la basilique Saint-Rémi.
La porte de Bazée a été classée monument historique en 1981.

## Histoire

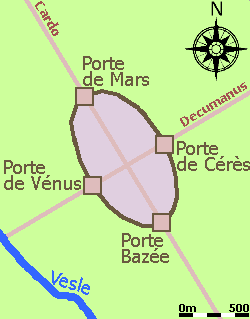
Carte symbolique présentant les quatre portes de la ville au IVe siècle.

La porte Bazée, ou porte Collatice (Collatitia) était à l'origine un arc monumental érigé à la gloire de Durocortorum à l'entrée méridionale de la ville. Elle formait avec la porte de Mars le cardo (axe nord-sud). Son nom actuel provient de porta Basilicaris, car on accédait par cette porte aux églises des faubourgs, elle avait un bas-relief, cité par Dom Marlot, où l'on pouvait voir un triton sur lequel était assi un Cupidon et une Vénus. C'était l'arc d'où partait la voie Césarée qui menait à Rome. La porte Bazée fut intégrée à la ceinture que formait le rempart fortifié à l'époque des invasions barbares. Une partie des pierres de l'arc ont été utilisées pour sa construction et d'autres pierres de réemplois comme le Cénotaphe à Caius et Julius comme l'attestent les fouilles menées en 1971. De fait, la route passait sous la petite arcade ouest. La porte perdit de son importance lorsque l'enceinte fut agrandie au sud aux XIIIe et XIVe siècles. L'arcade qui subsistait fut détruite en 1753 lors du remaniement des adductions en eau, la mémoire en fut conservée par la sculpture de reliefs à l'antique.
Un vestige de pile est visible au niveau du réfectoire du Collège Université, rue de l'Université. cet ensemble fait l’objet d’un classement au titre des monuments historiques depuis le 30 janvier 1981.

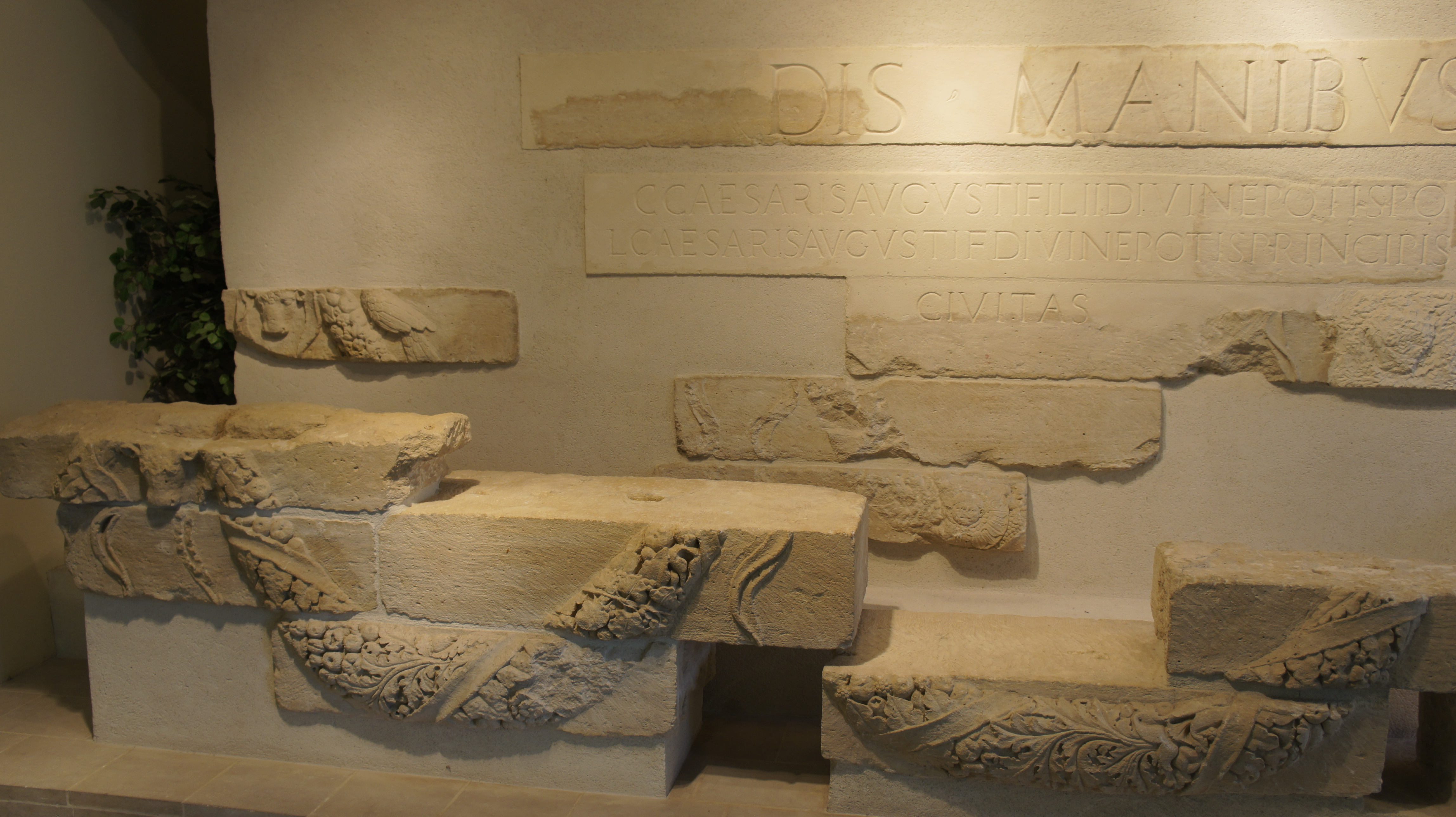
Le Cénotaphe à Caïus et Julius.
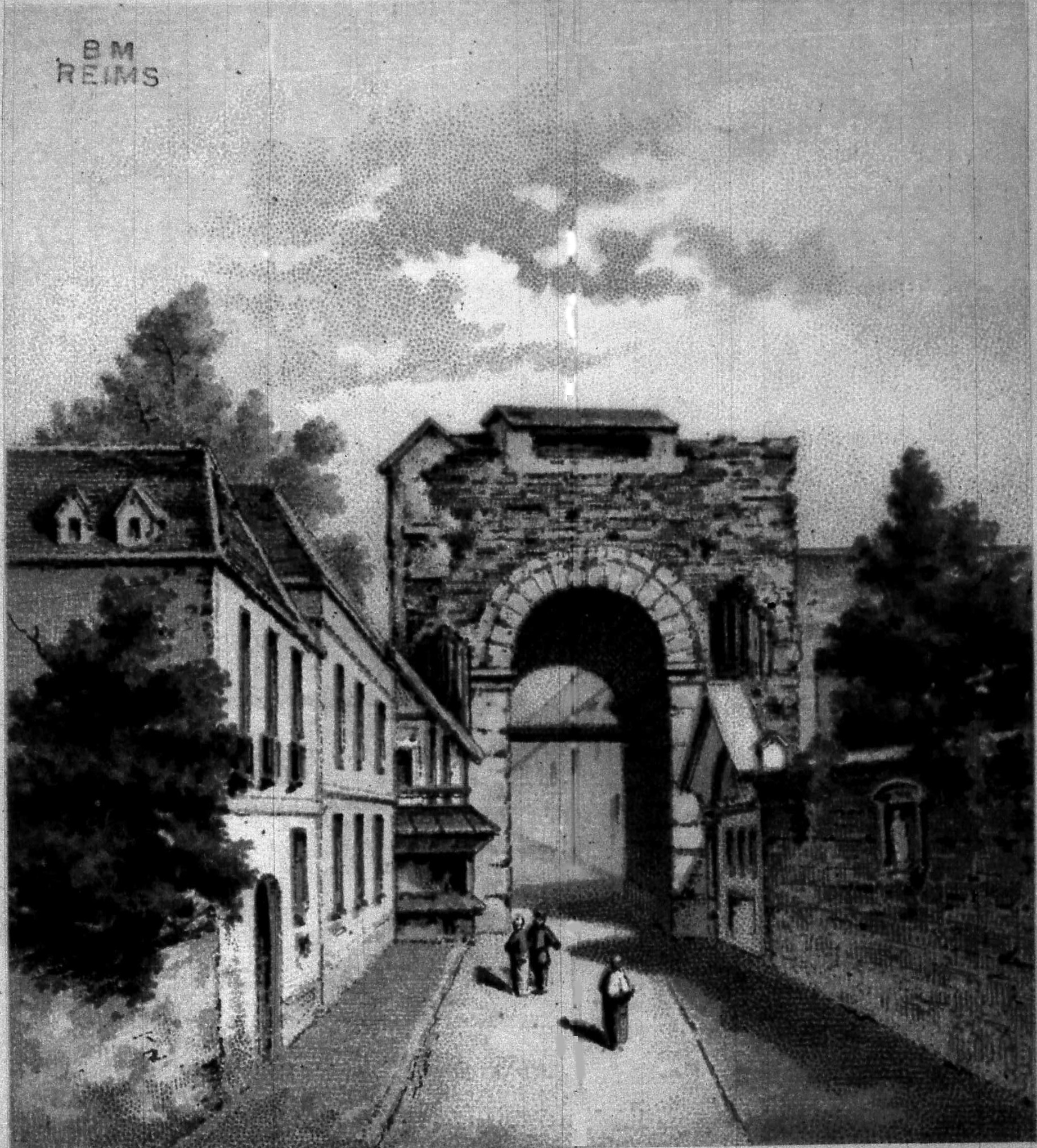
La porte quand elle faisait arche,
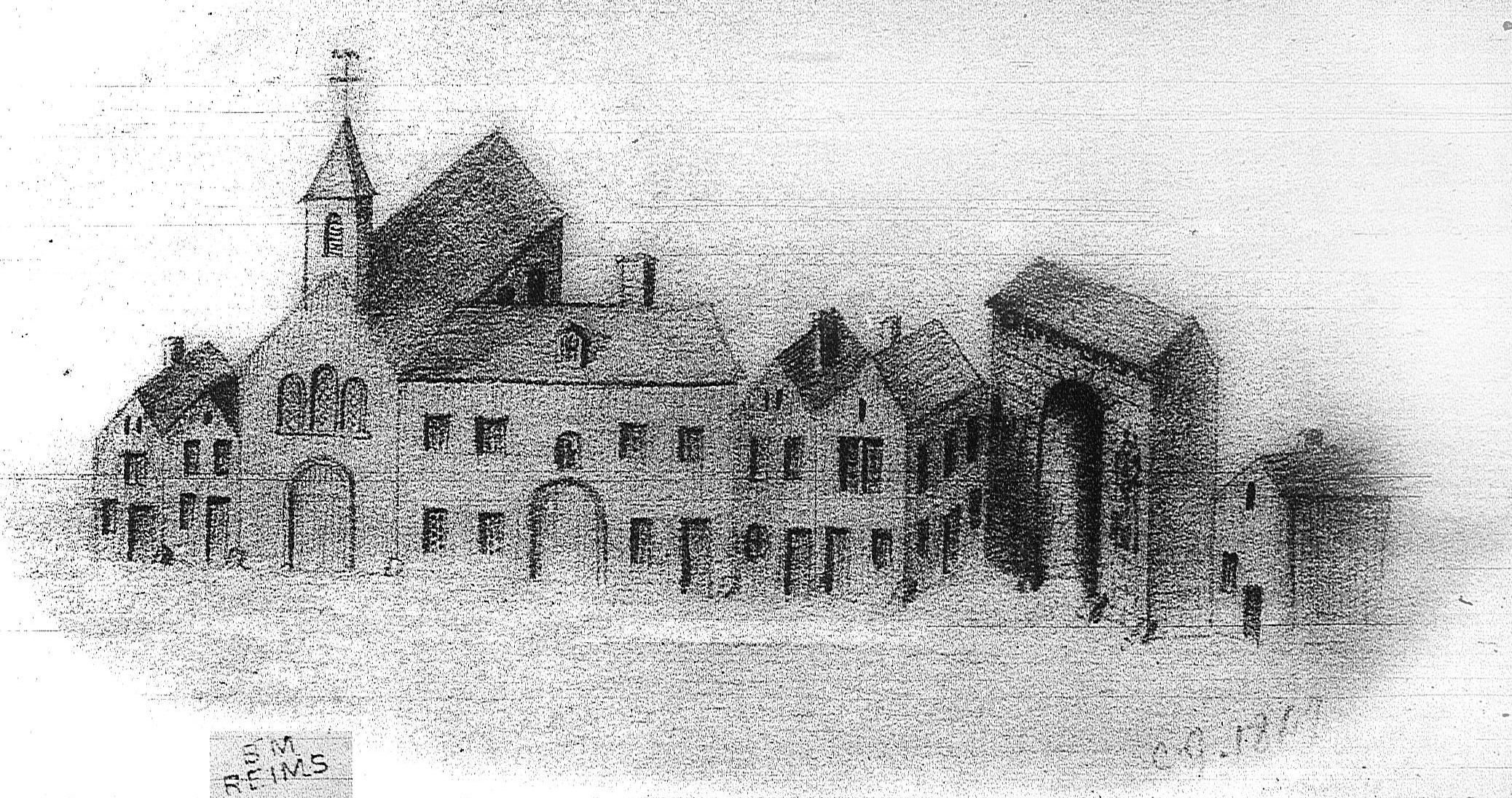
et qu'elle touchait l'hôpital st-Antoine,
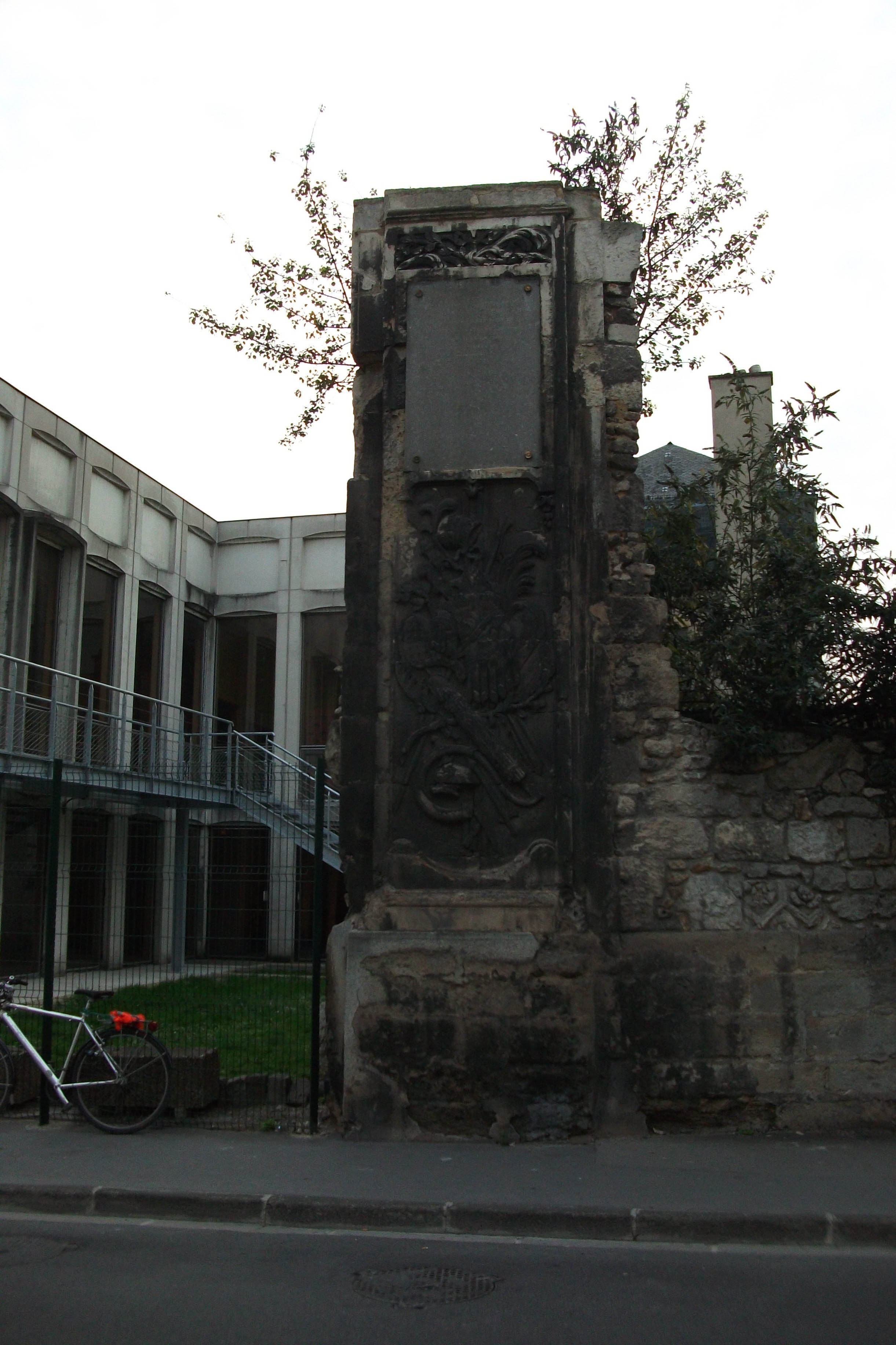
Vestige de la pile ouest,
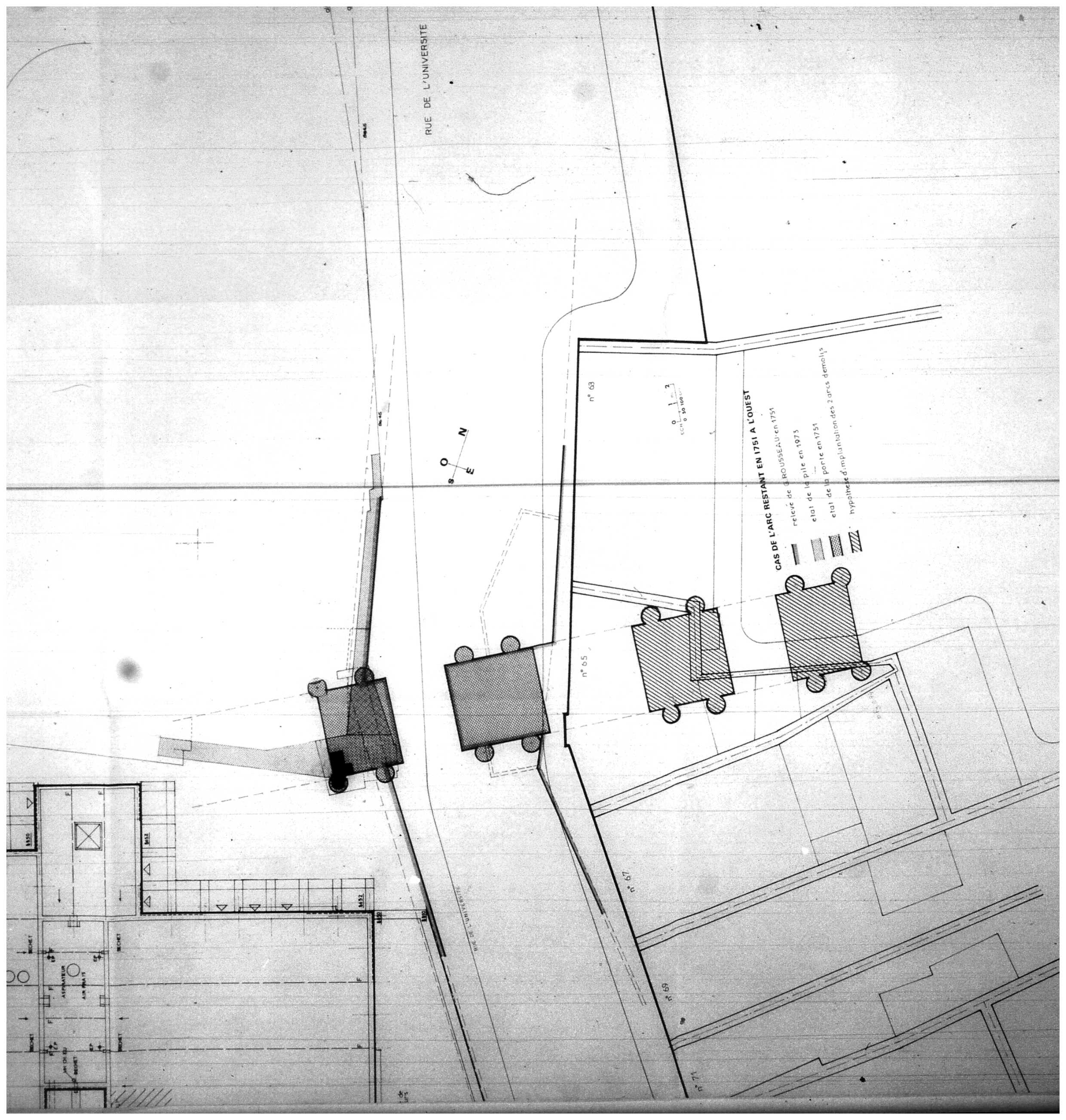
Les quatre piles du monument.